# Jet Airways

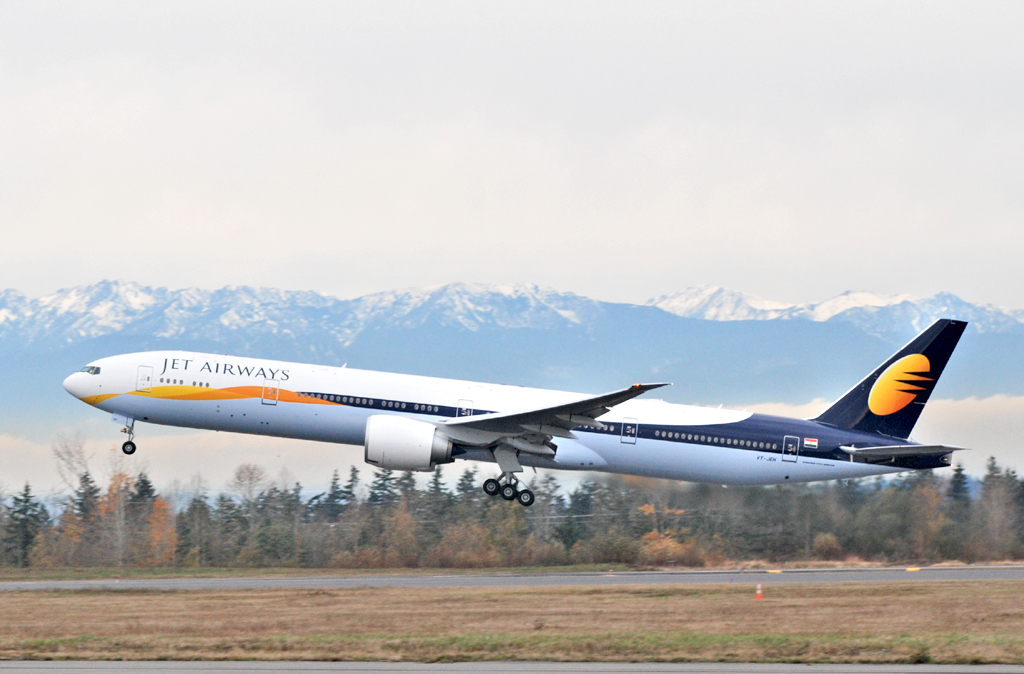
Jet Airways Boeing 777-300ER

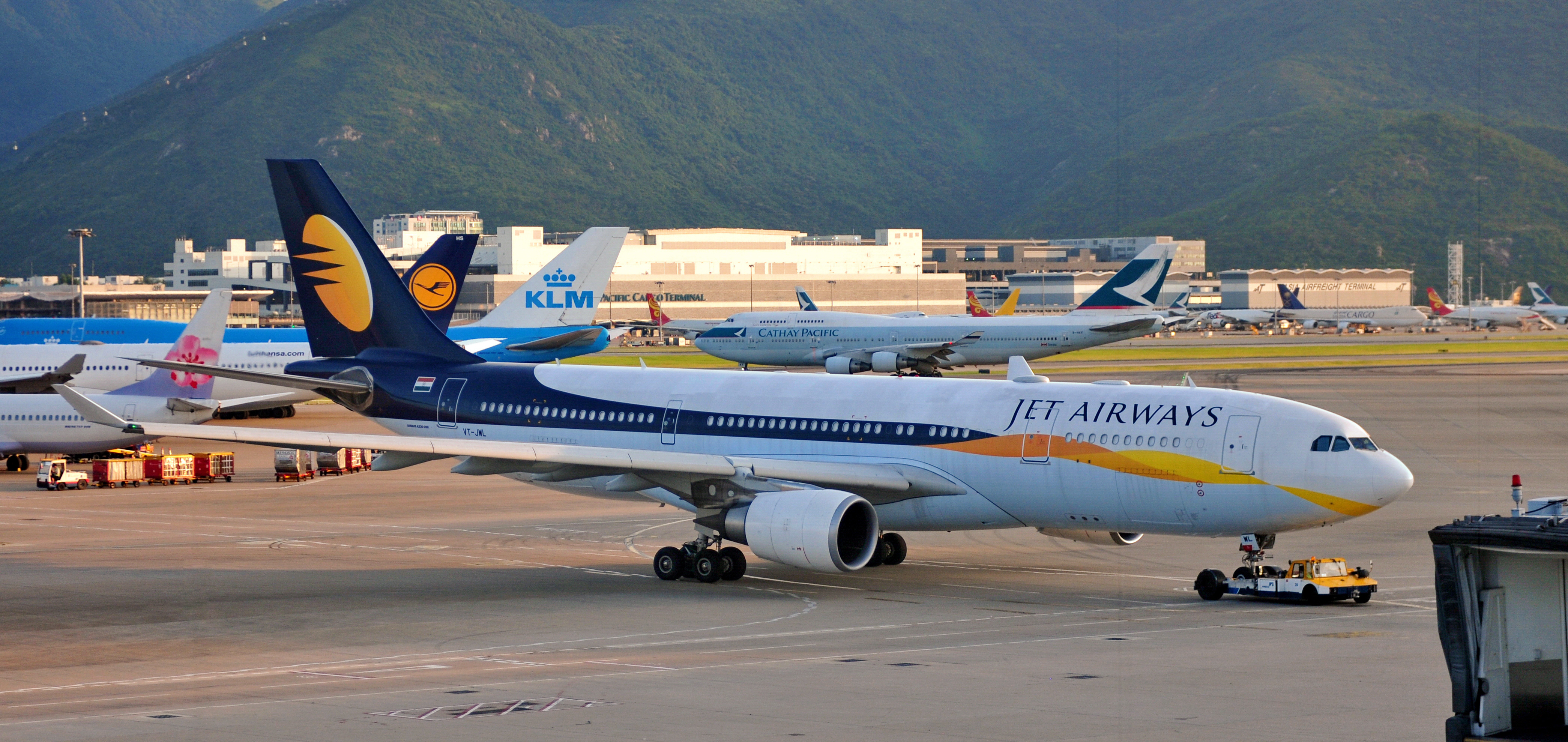
Airbus A330-202 VT-JWL

Jet Airways (mã IATA = 9W, mã ICAO = JAI) là hãng hàng không tư nhân của Ấn Độ. Jet Airways có căn cứ chính ở Sân bay quốc tế Chhatrapati Shivaji ở Mumbai và các căn cứ khác ở Sân bay quốc tế Indira Gandhi, (Delhi), Sân bay quốc tế Chennai, Sân bay quốc tế Netaji Subhash Chandra Bose (Kolkata), Sân bay quốc tế Rajiv Gandhi, Sân bay quốc tế Bengaluru và Sân bay Brussels 
Kể từ tháng 2 năm 2019,hãng hàng không đã phải đối mặt với một cuộc khủng hoảng tài chính và vào ngày 25 tháng 3 năm 2019,người sáng lập và chủ tịch của hãng hàng không, Naresh Goyal,đã từ chức vì tình hình của hãng hàng không và đệ đơn xin phá sản và được chấp thuận bởi  ICAO . Hãng đã buộc phải ngừng các chuyến bay quốc tế vào ngày 12 tháng 4 năm 2019 vì họ có một đội bay hoạt động đang hoạt động dưới 5 chiếc theo yêu cầu của chính phủ  Ấn Độ   Kể từ ngày 17 tháng 4 năm 2019,Jet Airways đã tạm thời đình chỉ tất cả các hoạt động bay,do các tổ chức tín dụng từ chối khoản tài trợ khẩn cấp 4 tỷ rupee khiến hãng hàng không phá sản.

## Lịch sử
Jet Airways được thành lập ngày 1-4-1992 như 1 hãng máy bay taxi (chuyên trung chuyển hành khách từ các chuyến bay quá cảnh theo hình thức liên doanh). Hãng bắt đầu các chuyến bay thương mại trong nước từ ngày 5.5.1993 bằng đội máy bay gồm 4 chiếc Boeing 737-300. Chuyến bay quốc tế đầu tiên của hãng là chuyến bay tới Sri Lanka trong tháng 3 năm 2004. Từ đó hãng mở rộng các nơi đến ở hải ngoại, kể cả Toronto (Canada), Hồng Kông, Abu Dhabi (Các Tiểu vương quốc Ả rập Thống nhất), Brussels (Bỉ) và Thành phố New York, San Francisco (Hoa Kỳ) (bắt đầu từ 14.6.2008)↵Ngày 12-4-2-2007 Jet Airways đã mua hãng đối thủ Air Sahara với giá 14,5 tỷ Rupees (tương đương 340 triệu US$) và đổi tên hãng đó thành JetLite.
Theo tổ chức tham vấn Skytrax (Anh quốc), Jet Airways là hãng hàng không tốt nhất vùng Nam Á và Trung Á năm 2007.

## Các nơi đến
Châu Á
- Cộng hòa Nhân dân Trung Hoa

- Hồng Kông
- Thượng Hải

- Nhật Bản

- Tokyo

- Bangladesh

- Dhaka

- Ấn Độ

- Andaman & Nicobar Islands

- Port Blair

- Andhra Pradesh

- Hyderabad
- Visakhapatnam

- Assam

- Guwahati

- Bihar

- Patna

- Chandigarh
- Chhattisgarh

- Raipur

- Daman and Diu

- Diu

- Delhi

- New Delhi

- Goa
- Gujarat

- Ahmedabad
- Bhavnagar
- Bhuj
- Porbanda
- Rajkot
- Vadodara

- Jammu and Kashmir

- Jammu
- Leh
- Srinaga

- Karnataka

- Bangalore
- Mangalore

- Kerala

- Kochi
- Kozhikode
- Thiruvananthapuram

- Madhya Pradesh

- Bhopal
- Indore
- Khajuraho

- Maharashtra

- Aurangabad
- Mumbai
- Nagpur
- Pune

- Manipur

- Imphal

- Punjab

- Amritsar

- Rajasthan

- Jodhpur
- Udaipur

- Tamil Nadur

- Chennai
- Coimbatore
- Madurai

- Tripura

- Agartala

- Uttar Pradesh

- Lucknow
- Varanasi

- Tây Bengal

- Bagdogra
- Kolkata

- Nepal

- Kathmandu

- Sri Lanka

- Colombo

- Malaysia

- Kuala Lumpur

- Singapore
- Thái Lan

- Bangkok

- Bahrain
- Kuwait

- Kuwait City

- Oman

- Muscat

- Qatar

- Doha

- Các Tiểu vương quốc Ả rập Thống nhất

- Abu Dhabi

Châu Âu
- Bỉ

- Brussels

- Ý

- Milano (bắt đầu từ mùa đông 2008  Lưu trữ ngày 5 tháng 3 năm 2016 tại Wayback Machine

- Vương quốc Anh

- London

Bắc Mỹ
- Canada

- Toronto

- Hoa Kỳ

- Thành phố New York
- Newark
- San Francisco

## Đội máy bay
- 10 ATR 72-500 (5 orders)
- 10 Airbus A320-200 (5 orders)
- 4 Boeing 737-400
- 13 Boeing 737-700
- 35 Boeing 737-800 (19 orders)
- 2 Boeing 737-900
- 10 Boeing 777-300ER (5 orders)
- Boeing 787-8 (10 orders)

Tuổi trung bình các máy bay của Jet Airways là 4,1 năm vào tháng 6 năm 2008 